# Piotr Gładki (muzyk)
Piotr Bogusław Gładki (ur. 22 marca 1968 w Radomsku) – polski skrzypek i dyrygent na stałe mieszkający w Austrii.
Pochodzi z rodziny o muzycznych tradycjach. Naukę gry na skrzypcach rozpoczął już w wieku 6 lat w rodzinnym Radomsku. Później talent szlifował w Państwowej Szkole Muzycznej II stopnia im. Józefa Elsnera w Warszawie pod okiem prof. J. Jarzębskiej. Studiował w Akademii Muzycznej im. Karola Szymanowskiego w Katowicach w klasie prof. P. Puczka. Następnie uzyskał dyplom Hochschule für Musik, Theater und Medien Hannover w klasie prof. J. Ellermanna. Kontynuował studia i praktykował w HfM w Wiedniu oraz w HfM w Grazu pod opieką prof. A. Starra. W tym czasie stawiał również pierwsze kroki jako muzyk orkiestrowy w Radiofilharmonii NDR. Pracował jako koncertmistrz w Orkiestrze Symfonicznej Odense. Jako skrzypek koncertował na najsławniejszych estradach świata (m.in.: w Carnegie Hall, Suntory Hall, Avery Fisher Hall i Salle Pleyel) i współpracował z takimi dyrygentami, jak D. Barenboim, W. Giergijew, C. Abbado, H. Stein, D.R. Davies, D. Kitajenko czy W. Fiedosiejew. Współcześni kompozytorzy tacy jak: Łukasz Farcinkiewicz, Werner Steinmetz, Ingo Ingensand i Balduin Sulzer dedykowali mu swoje utwory, które Piotr Gładki prawykonywał. Obecnie jest prezesem Austriacko-Polskiego Towarzystwa Muzycznego. Prowadzi warsztaty dla młodych muzyków w MDK w Radomsku.
Jest założycielem Orkiestry Solistów Wiedeńskich i jej dyrektorem artystycznym. W 1998 r. na zaproszenie prof. Zbigniewa Religi zespół wystąpił na organizowanej przez Fundację Rozwoju Kardiochirurgii w Zabrzu gali „Serce za Serce”. Od 2009 r. zespół regularnie koncertuje w Polsce z programami straussowsko-operetkowymi, współpracując z takimi wokalistami, jak Piotr Beczała, Adam Zdunikowski, Jan Wilga, Adam Sobierajski, Katarzyna Bąk, Barbara Baranowska i Iwona Socha. Płyta wydana przez Chór Puellae Orantes i Orkiestrę Solistów Wiedeńskich (dyrygowaną przez Wolfganga Sobotkę i Piotra Gładkiego) Szlakiem Straussa uzyskała 13 maja 2015 r. status złotej płyty.